# Anaspis thoracica
Anaspis thoracica is een keversoort uit de familie bloemspartelkevers (Scraptiidae). De wetenschappelijke naam is gepubliceerd in 1758 door Carl Linnaeus in de tiende editie van Systema naturae.